# توماس أيريس (رسام)
توماس أيريس (بالإنجليزية: Thomas Ayres)‏ هو رسام أمريكي، ولد في 1816، وتوفي في 1858.